# Bernhard Schröter (Maler)

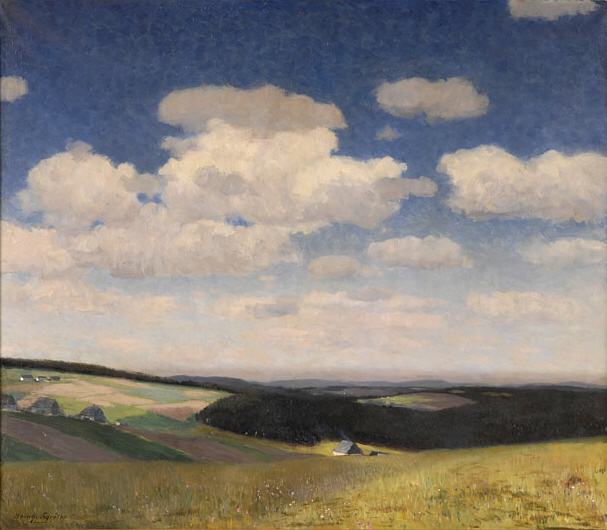
Bernhard Schröter – Erzgebirgslandschaft, Öl auf Leinwand, 93 cm × 106 cm

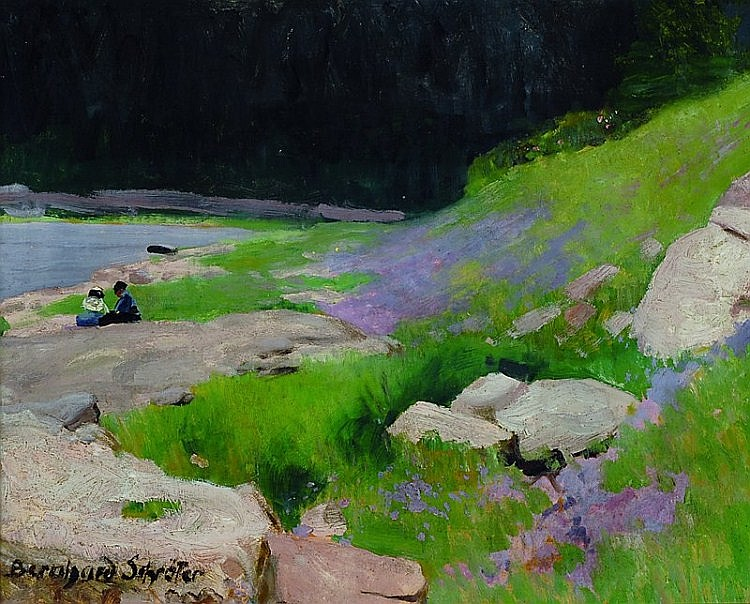
Bernhard Schröter – Felsen am Bachlauf, Öl auf Malkarton, 39 cm × 49 cm

Bernhard Schröter (* 1. Oktober 1848 in Meißen; † 21. Juli 1911 ebenda) war ein deutscher Maler.

## Leben
Bernhard Schröter studierte ab 1864 an der Königlichen Kunstakademie in Dresden bei Julius Hübner und 1869 an der Großherzoglich-Sächsischen Kunstschule in Weimar bei Charles Verlat. 1870 lebte er vorübergehend in Dresden und danach in Meißen. 1873 bis 1877 arbeitete er im Atelier von Julius Hübner in Dresden. Danach ließ er sich wieder in seiner Heimatstadt Meißen nieder.
Bernhard Schröter war Mitglied der um 1910 entstandenen Künstlergruppe Grün-Weiß. Grün und Weiß sind die Landesfarben von Sachsen. Die Gruppe Grün-Weiß präsentierte als fortschrittliche Gruppierung innerhalb der Dresdner Kunstgenossenschaft ihre Werke ab dem 29. Oktober 1910 im Kunstsalon Emil Richter. Mitglieder der Gruppe Grün-Weiß waren die Maler Max Frey, Josef Goller, Friedrich Heyser, Georg Jahn, Walther Illner, Georg Lührig, Max Pietschmann, Paul von Schlippenbach, Bernhard Schröter, Johann Walter-Kurau, die Bildhauer Richard Guhr, Hans Hartmann-MacLean, Heinrich Wedemeyer, und die Architekten Rudolf Bitzan, Georg Heinsius von Mayenburg und Martin Pietzsch. Die Künstlergruppe Grün-Weiß war aus heutiger Sicht ein gemäßigter Versuch, Bewegung in die konservativen Strukturen der Dresdner Kunstgenossenschaft zu bringen.

## Ausstellungen (Auswahl)
- 1894: Akademische Kunstausstellung zu Dresden, gezeigt: Winters Ende (Motiv a. d. Spaargebirge bei Meissen).
- 1895: Akademische Kunstausstellung zu Dresden. gezeigt: Die Waldschneise.
- 1897: Internationale Kunstausstellung Dresden, gezeigt: Landschaft (im März).
- 1899: Dresdner Deutsche Kunstausstellung, gezeigt: Winternacht. Dorfidyll. Winternachmittag (Motiv aus dem Spaargebirge).
- 1900: Jena, Thüringer Ausstellungsverein bildender Künstler, gezeigt: Landschaft im März
- 1901: Internationale Kunstausstellung Dresden[4]
- 1903: Sächsische Kunstausstellung Dresden
- 1909: Erste Kunstausstellung im Künstlerhaus Dresden, Kunstgenossenschaft Dresden
- 1910: Ausstellung der Gruppe Grün-Weiß in Dresden, gezeigt: Novemberabend. Waldstrasse. Böhmisches Dorf. Nachtkerzen.
- 1911: Kunstverein Hamburg, Kollektivausstellung des Ortsvereins Dresden der Allgemeinen Deutschen Kunstgenossenschaft
- 1911: Kunstausstellung Dresdner Kunstgenossenschaft, gezeigt: Sommertag.[5]

## Auszeichnungen
- 1875: Große silberne Medaille der Dresdner Akademie